# والتر يوست
والتر يوست (بالألمانية: Walter Jost)‏ هو عسكري ألماني، ولد في 25 يوليو 1896 في راستات في ألمانيا، وتوفي في 24 أبريل 1945 في فيلادوس في إيطاليا.